# Gmina zbiorowa Radolfshausen
Gmina zbiorowa Radolfshausen (niem. Samtgemeinde Radolfshausen) – gmina zbiorowa położona w niemieckim kraju związkowym Dolna Saksonia, w powiecie Getynga. Siedziba gminy zbiorowej znajduje się w miejscowości Ebergötzen.

## Podział administracyjny
Do gminy zbiorowej Radolfshausen należy pięć gmin
1. Ebergötzen
2. Landolfshausen
3. Seeburg
4. Seulingen
5. Waake